# Jennings (Antigua och Barbuda)
Jennings är en ort i Antigua och Barbuda.   Den ligger i parishen Parish of Saint Philip, i den västra delen av landet, 5 kilometer söder om huvudstaden Saint John's. Jennings ligger 14 meter över havet och antalet invånare är 1 042. Den ligger på ön Antigua.
Terrängen runt Jennings är platt åt nordväst, men åt sydost är den kuperad. Havet är nära Jennings västerut. Närmaste större samhälle är Saint John's, 4,9 kilometer norr om Jennings. 
Omgivningarna runt Jennings är en mosaik av jordbruksmark och naturlig växtlighet. Runt Jennings är det ganska tätbefolkat, med 222 invånare per kvadratkilometer.